# Hódmezővásárhelyi NKC
ASA-Consolis Hódmezővásárhelyi Narancs Kézilabda Club Sport Egyesület Hódmezővásárhely egykori női kézilabda egyesülete, amely 2010-ben szűnt meg.

## Történet
A hódmezővásárhelyi kézilabdaegyüttes először 1982-ben jutott fel a női Nemzeti Bajnokság I. osztályába, de egy év után kiesett.
Csak 1990-ben sikerült ismét az élvonalba jutni a vásárhelyieknek, akkor a 14 induló csapat közül a 10. helyet érték el. Később a klub feloszlott.
Harmadszorra 2001-ben sikerült elérni a legfelsőbb osztályt, ahol nagy meglepetésre a "csipet-csapat" a 6. helyen végzett, míg a Magyar Kupában a legjobb 4 közé jutott.
A csapat a 2004–2005-ös bajnokságban a 7., a 2005–2006-os, valamint a 2006–2007-es bajnokságban egyaránt a 8. helyen végzett.
A 2007/2008-as szezonban egyértelmű cél a 6. hely megszerzése volt. De ezt a feladatot megnehezítette a többi megerősödött csapat: a Békéscsabai Előre, Derecske. A bajnokság során hullámzó formát mutatott a Vásárhely, példa erre a vereség Kiskunhalason és Angyalföldön, valamint a győzelem Derecskén, valamint otthon a Fehérép ellen. Az utolsó fordulóban a csongrádiak megmutatták, ha jó napot fognak ki, mindenre képesek: a bajnok Győr otthonában még az 55. percben is vezettek, de némi szerencsével a Győr megvédte 100%-os teljesítményét. A magyar kupában hiába játszottak tudásuk felett a vásárhelyiek, a Dunaferr ellen nem sikerült a bravúr és a 4 közé kerülés. A Hódmezővásárhelyi NKC SE végül elérte a hatodik helyet, de ez nem jelentett európai kupaindulási jogot.
A 2008/2009-es szezonban már az első 5-be kerülés, és ezáltal a nemzetközi indulási jog elérése volt a vásárhelyi lányok célja. A bajnokság nem kezdődött jól: vereség Békéscsabán, hazai fiaskó a Debrecentől, derecskei döntetlen. A 4. fordulóban megszületett az első "kék-sárga" győzelem, a Vác ellenében, ami lendületet adott a HNKC játékosainak. A szezon közben óriási csaták után a téli szünetben a 4. helyen állt a gárda, tavasszal viszont nem sikerült ezt a remek pozíciót megtartani, a legfőbb ok a hazai vereség a Fehérép Alcoától volt, ami megrendítette a csapatot, és ez a két elvesztett 2 pont 2 pozícióba került. A rájátszásban nem sikerült javítani a 6. pozíción, így az ASA-Consolis HNKC a 2009/2010-es szezonban sem indul
nemzetközi kupában, tehát nem sikerült elérni az évadra kitűzött célokat.

## A 2008/2009-es keret
| Mez | Név:                    | Születési idő      | cm/kg  | poszt       |
| --- | ----------------------- | ------------------ | ------ | ----------- |
| 1   | Vörös Henrietta         | 1975. április 9.   | 174/70 | kapus       |
| 2   | Földes Kata             | 1988. április 18.  | 165/59 | jobbszélső  |
| 3   | Gaál Adrienn            | 1981. május 14.    | 178/72 | beálló      |
| 6   | Lovász Zsuzsanna        | 1976. december 17. | 173/68 | jobbszélső  |
| 7   | Nikolajenko, Olga (UKR) | 1983. április 5.   | 177/67 | jobb átlövő |
| 8   | Varga Dóra              | 1992. február 12.  | 178/60 | irányító    |
| 9   | Pollakova, Altbeta      | 1984. január 23.   | 175/66 | bal átlövő  |
| 10  | Szepesi Ivett           | 1986. február 4.   | 167/57 | balszélső   |
| 12  | Répás Georgina          | 1991. április 5.   | 182/65 | kapus       |
| 13  | Koroknai Viktória       | 1979. június 2.    | 173/62 | balszélső   |
| 14  | Benke Orsolya           | 1991. január 27.   | 168/53 | balátlövő   |
| 16  | Abramovics, Alena (BLR) | 1981. július 18.   | 180/77 | kapus       |
| 17  | Gerstmár Renáta         | 1988. április 29.  | 170/68 | irányító    |
| 18  | Fülöp Andrea            | 1982. november 5.  | 170/67 | beálló      |
| 19  | Draxler Orsolya         | 1992. november 20. | 173/54 | irányító    |
| 20  | Wolf Alexandra          | 1980. május 30.    | 171/65 | irányító    |
| 21  | Jókai Nóra              | 1982. december 26. | 175/66 | irányító    |
| 22  | Domokos Kinga           | 1989. október 25.  | 175/67 | balátlövő   |
| 22  | Nagy Ivett              | 1982. június 28.   | 173/63 | balátszélső |

## Sorsolás 2008/2009
- 1. Sonepar-Békéscsabai ENKSE – ASA-Consolis-HNKC 23-22
- 2. ASA-Consolis-HNKC – DVSC-Aquaticum 27-29
- 3. Tajtavill-Nyíradony – ASA-Consolis-HNKC 24-24
- 4. ASA-Consolis-HNKC – Váci NKSE 29-25
- 5. PTE-PEAC – ASA-Consolis-HNKC 20-28
- 6. ASA-Consolis-HNKC – Budapest Bank-FTC 37-29
- 7. Győri Audi ETO KC – ASA-Consolis-HNKC  35-15
- 8. Vasas SC – ASA-Consolis-HNKC 27-39
- 9. ASA-Consolis-HNKC – Kiskunhalas NKSE  29-21
- 10. Fehérép Alcoa FKC – ASA-Consolis-HNKC 30-24
- 11. ASA-Consolis-HNKC – Dunaferr NK  33-30
- 12. ASA-Consolis-HNKC – Sonepar-Békéscsabai ENKSE  24-21
- 13. DVSC-Aquaticum – ASA-Consolis-HNKC  39-27
- 14. ASA-Consolis-HNKC – Tajtavill-Nyíradony  25-22
- 15. Váci NKSE – ASA-Consolis-HNKC  28-25
- 16. ASA-Consolis-HNKC – PTE-PEAC 41-23
- 17. Budapest Bank-FTC – ASA-Consolis-HNKC 31-29
- 18. ASA-Consolis-HNKC – Győri Audi ETO KC  24-29
- 19. ASA-Consolis-HNKC – Vasas SC 36-31
- 20. Kiskunhalas NKSE – ASA-Consolis-HNKC 20-23
- 21. ASA-Consolis-HNKC – Fehérép Alcoa FKC  23-24
- 22. Dunaferr NK – ASA-Consolis-HNKC 26-42

Az ASA-Consolis-HNKC a 6. helyen zárta a bajnokságot, így a 2009/2010-es szezonban sem indulhat a nemzetközi kupákban.

## Magyar Kupa 2008/2009
- 16 közé jutásért: Gyula- ASA-Consolis-HNKC 30-40
- 8 közé jutásért: Érd – ASA-Consolis-HNKC 28-36
- 4 közé jutásért: ASA-Consolis-HNKC – DVSC-Aquaticum 23-26

Az ASA-Consolis HNKC búcsúzott a kupától.

## 2007/2008-as sorsolás
- 1.  2007. augusztus 31. 18:00 DVSC-Aquaticum – ASA-HNKC SE           35-29
- 2.  2007. szeptember 5. 18:00 ASA-HNKC SE – Óbudai Goldberger SE     29-15
- 3.  2007. szeptember 8. 18:00 Tajtavill-Derecske KK – ASA-HNKC SE    27-28
- 4.  2007. szeptember 15. 18:00 Kiskunhalas NKSE – ASA-HNKC SE         30-29
- 5.  2007. szeptember 22. 18:00 ASA-HNKC SE – Váci NKSE                33-30
- 6.  2007. szeptember 26. 18:00 Dunaferr NK – ASA-HNKC SE              34-22
- 7.  2007. október 13. 18:00 ASA-HNKC SE – Uniqa-Vasas                    27-27
- 8.  2007. október 3. 18:00 Budapest Bank-FTC – ASA-HNKC SE        36-29
- 9.  2007. november 3. 18:00 ASA-HNKC SE – Békéscsabai ENK SE             25-22
- 10. 2008. január 12. 18:00 Cornexi-Alcoa-Auto-Bahn – ASA-HNKC SE 30-25
- 11. 2008. január 19. 18:00 ASA-HNKC SE – Győri Audi ETO KC 26-37
- 12. 2008. január 26. 18:00 ASA-HNKC SE – DVSC-Aquaticum 29-24
- 13. 2008. február 3. 17:00 Óbudai Goldberger SE – ASA-HNKC SE 19-23
- 14. 2008. február 9. 18:00 ASA-HNKC SE – Tajtavill-Derecske KK 25-25
- 15. 2008. február 23. 18:00 ASA-HNKC SE – Kiskunhalas NKSE 28-22
- 16. 2008. március 8. 17:00 Váci NKSE – ASA-HNKC SE 30-22
- 17. 2008. április 5. 18:00 ASA-HNKC SE – Dunaferr NK 19-29
- 18. 2008. április 23. 18:00 Vasas SC – ASA-HNKC SE 25-22
- 19. 2008. május 3. 18:00 ASA-HNKC SE – Budapest Bank-FTC 28-35
- 20. 2008. május 9. 18:00 Békéscsabai ENK SE – ASA-HNKC SE 28-22
- 21. 2008. május 17. 18:00 ASA-HNKC SE – Cornexi-Alcoa-Auto-Bahn 33-32
- 22. 2008. május 25. 18:00 Győri Audi ETO KC – ASA-HNKC SE 26-25

Az ASA-Hódmezővásárhelyi Narancs Kézilabda Club Sport egyesület a 6. helyen végzett 8 győzelemmel, 2 döntetlennel, és 12 vereséggel. a 2007/2008-as női kézilabda Nemzeti Bajnokságban. A csapat legjobb mérkőzései: HNKC-Óbuda, Derecske-HNKC, HNKC-DVSC, Óbuda-HNKC, HNKC-Cornexi, Győr-HNKC.